# Vuelta a Alemania 2021
La 35.ª edición de la Vuelta a Alemania fue una carrera de ciclismo en ruta por etapas que se celebró entre el 26 y el 29 de agosto de 2021 en Alemania, con inicio en la ciudad de Stralsund y final en la ciudad de Núremberg sobre un recorrido de 720,5 kilómetros.
La prueba formó parte del UCI ProSeries 2021 dentro de la categoría 2.Pro y fue ganada por el alemán Nils Politt del Bora-Hansgrohe. Completaron el podio, como segundo y tercer clasificado respectivamente, el también alemán, y compañero de equipo del vencedor, Pascal Ackermann y el noruego Alexander Kristoff del UAE Emirates.

## Equipos participantes
Tomaron parte en la carrera 22 equipos: 9 de categoría UCI WorldTeam, 7 de categoría UCI ProTeam, 5 de categoría Continental y la selección nacional de Alemania. Formaron así un pelotón de 131 ciclistas de los que acabaron 103. Los equipos participantes fueron:
| WorldTeams (9)- Bora-Hansgrohe - Israel Start-Up Nation - Deceuninck-Quick Step - UAE Team Emirates - AG2R Citroën Team - Team DSM - Movistar Team - Intermarché-Wanty-Gobert Matériaux - Bahrain Victorious ProTeams (7)- Gazprom-RusVelo - Alpecin-Fenix - B&B Hotels p/b KTM - Rally Cycling - Uno-X Pro Cycling Team - Sport Vlaanderen-Baloise - Equipo Kern Pharma Equipos continentales (5)- Bike Aid - Dauner-AKKON - Lotto-Kern-Haus - Team SKS Sauerland NRW - P&S Metalltechnik Equipo nacional- Alemania |
| |

## Recorrido
La Vuelta a Alemania dispuso de cuatro etapas para un recorrido total de 720,5 kilómetros.
| Etapa     | Fecha     | Recorrido              | type                   | Distancia (km) | Desnivel (m) | Ganador            | Líder            |
| --------- | --------- | ---------------------- | ---------------------- | -------------- | ------------ | ------------------ | ---------------- |
| 1.ª etapa | 26 de ago | Stralsund – Schwerin   | etapa llana            | 191,4          | 906 m        | Pascal Ackermann   | Pascal Ackermann |
| 2.ª etapa | 27 de ago | Sangerhausen – Ilmenau | etapa escarpada        | 180,8          | 2082 m       | Alexander Kristoff | Pascal Ackermann |
| 3.ª etapa | 28 de ago | Ilmenau – Erlangen     | etapa escarpada        | 193,9          | 1923 m       | Nils Politt        | Nils Politt      |
| 4.ª etapa | 29 de ago | Erlangen – Núremberg   | etapa de media montaña | 154,4          | 2122 m       | Alexander Kristoff | Nils Politt      |

### 1.ª etapa
| Stralsund - Schwerin | etapa llana | (191,4 km) |

| \| Clasificación de la etapa \| Clasificación de la etapa \| Clasificación de la etapa \| Clasificación de la etapa \| Clasificación de la etapa \| \| Ciclista \| Ciclista \| Equipo \| Tiempo \| \| \| ------------------------- \| ------------------------- \| ------------------------- \| ------------------------- \| ------------------------- \| \| 1.º \| Pascal Ackermann \| Bora-Hansgrohe \| 4 h 07 min 01 s \| \| \| 2.º \| Phil Bauhaus \| Bahrain Victorious \| + 0 s \| \| \| 3.º \| Marco Haller \| Bahrain Victorious \| + 0 s \| \| \| 4.º \| Yves Lampaert \| Deceuninck-Quick Step \| + 0 s \| \| \| 5.º \| Jannik Steimle \| Deceuninck-Quick Step \| + 0 s \| \| \| 6.º \| David van der Poel \| Alpecin-Fenix \| + 0 s \| \| \| 7.º \| Luca Mozzato \| B&B Hotels p/b KTM \| + 0 s \| \| \| 8.º \| Jens Reynders \| Sport Vlaanderen-Baloise \| + 0 s \| \| \| 9.º \| Marco Canola \| Gazprom-RusVelo \| + 0 s \| \| \| 10.º \| Kim Heiduk \| Team Lotto-Kern Haus \| + 0 s \| \| |                    |                          |                 |
| |                    |                          |                 |
| Fuente: ProCyclingStats |                    |                          |                 |
| Clasificación de la etapa |                    |                          |                 |
| Ciclista | Ciclista           | Equipo                   | Tiempo          |
| 1.º | Pascal Ackermann   | Bora-Hansgrohe           | 4 h 07 min 01 s |
| 2.º | Phil Bauhaus       | Bahrain Victorious       | + 0 s           |
| 3.º | Marco Haller       | Bahrain Victorious       | + 0 s           |
| 4.º | Yves Lampaert      | Deceuninck-Quick Step    | + 0 s           |
| 5.º | Jannik Steimle     | Deceuninck-Quick Step    | + 0 s           |
| 6.º | David van der Poel | Alpecin-Fenix            | + 0 s           |
| 7.º | Luca Mozzato       | B&B Hotels p/b KTM       | + 0 s           |
| 8.º | Jens Reynders      | Sport Vlaanderen-Baloise | + 0 s           |
| 9.º | Marco Canola       | Gazprom-RusVelo          | + 0 s           |
| 10.º | Kim Heiduk         | Team Lotto-Kern Haus     | + 0 s           |

| \| Clasificación general \| Clasificación general \| Clasificación general \| Clasificación general \| Clasificación general \| \| Ciclista \| Ciclista \| Equipo \| Tiempo \| \| \| --------------------- \| --------------------- \| ------------------------ \| --------------------- \| --------------------- \| \| 1.º \| Pascal Ackermann \| Bora-Hansgrohe \| 4 h 06 min 51 s \| \| \| 2.º \| Phil Bauhaus \| Bahrain Victorious \| + 4 s \| \| \| 3.º \| Marco Haller \| Bahrain Victorious \| + 6 s \| \| \| 4.º \| Yves Lampaert \| Deceuninck-Quick Step \| + 10 s \| \| \| 5.º \| Jannik Steimle \| Deceuninck-Quick Step \| + 10 s \| \| \| 6.º \| David van der Poel \| Alpecin-Fenix \| + 10 s \| \| \| 7.º \| Luca Mozzato \| B&B Hotels p/b KTM \| + 10 s \| \| \| 8.º \| Jens Reynders \| Sport Vlaanderen-Baloise \| + 10 s \| \| \| 9.º \| Marco Canola \| Gazprom-RusVelo \| + 10 s \| \| \| 10.º \| Kim Heiduk \| Team Lotto-Kern Haus \| + 10 s \| \| |                    |                          |                 |
| |                    |                          |                 |
| Fuente: ProCyclingStats |                    |                          |                 |
| Clasificación general |                    |                          |                 |
| Ciclista | Ciclista           | Equipo                   | Tiempo          |
| 1.º | Pascal Ackermann   | Bora-Hansgrohe           | 4 h 06 min 51 s |
| 2.º | Phil Bauhaus       | Bahrain Victorious       | + 4 s           |
| 3.º | Marco Haller       | Bahrain Victorious       | + 6 s           |
| 4.º | Yves Lampaert      | Deceuninck-Quick Step    | + 10 s          |
| 5.º | Jannik Steimle     | Deceuninck-Quick Step    | + 10 s          |
| 6.º | David van der Poel | Alpecin-Fenix            | + 10 s          |
| 7.º | Luca Mozzato       | B&B Hotels p/b KTM       | + 10 s          |
| 8.º | Jens Reynders      | Sport Vlaanderen-Baloise | + 10 s          |
| 9.º | Marco Canola       | Gazprom-RusVelo          | + 10 s          |
| 10.º | Kim Heiduk         | Team Lotto-Kern Haus     | + 10 s          |

### 2.ª etapa
| Sangerhausen - Ilmenau | etapa escarpada | (180,8 km) |

| \| Clasificación de la etapa \| Clasificación de la etapa \| Clasificación de la etapa \| Clasificación de la etapa \| Clasificación de la etapa \| \| Ciclista \| Ciclista \| Equipo \| Tiempo \| \| \| ------------------------- \| ------------------------- \| ---------------------------------- \| ------------------------- \| ------------------------- \| \| 1.º \| Alexander Kristoff \| UAE Team Emirates \| 4 h 24 min 12 s \| \| \| 2.º \| Phil Bauhaus \| Bahrain Victorious \| + 0 s \| \| \| 3.º \| Pascal Ackermann \| Bora-Hansgrohe \| + 0 s \| \| \| 4.º \| Jannik Steimle \| Deceuninck-Quick Step \| + 2 s \| \| \| 5.º \| Sven Erik Bystrøm \| UAE Team Emirates \| + 2 s \| \| \| 6.º \| Rasmus Tiller \| Uno-X Pro Cycling Team \| + 2 s \| \| \| 7.º \| Jonas Koch \| Intermarché-Wanty-Gobert Matériaux \| + 2 s \| \| \| 8.º \| Matteo Jorgenson \| Movistar Team \| + 2 s \| \| \| 9.º \| Luca Mozzato \| B&B Hotels p/b KTM \| + 2 s \| \| \| 10.º \| Yves Lampaert \| Deceuninck-Quick Step \| + 2 s \| \| |                    |                                    |                 |
| |                    |                                    |                 |
| Fuente: ProCyclingStats |                    |                                    |                 |
| Clasificación de la etapa |                    |                                    |                 |
| Ciclista | Ciclista           | Equipo                             | Tiempo          |
| 1.º | Alexander Kristoff | UAE Team Emirates                  | 4 h 24 min 12 s |
| 2.º | Phil Bauhaus       | Bahrain Victorious                 | + 0 s           |
| 3.º | Pascal Ackermann   | Bora-Hansgrohe                     | + 0 s           |
| 4.º | Jannik Steimle     | Deceuninck-Quick Step              | + 2 s           |
| 5.º | Sven Erik Bystrøm  | UAE Team Emirates                  | + 2 s           |
| 6.º | Rasmus Tiller      | Uno-X Pro Cycling Team             | + 2 s           |
| 7.º | Jonas Koch         | Intermarché-Wanty-Gobert Matériaux | + 2 s           |
| 8.º | Matteo Jorgenson   | Movistar Team                      | + 2 s           |
| 9.º | Luca Mozzato       | B&B Hotels p/b KTM                 | + 2 s           |
| 10.º | Yves Lampaert      | Deceuninck-Quick Step              | + 2 s           |

| \| Clasificación general \| Clasificación general \| Clasificación general \| Clasificación general \| Clasificación general \| \| Ciclista \| Ciclista \| Equipo \| Tiempo \| \| \| --------------------- \| --------------------- \| ---------------------------------- \| --------------------- \| --------------------- \| \| 1.º \| Pascal Ackermann \| Bora-Hansgrohe \| 8 h 30 min 59 s \| \| \| 2.º \| Phil Bauhaus \| Bahrain Victorious \| + 2 s \| \| \| 3.º \| Alexander Kristoff \| UAE Team Emirates \| + 4 s \| \| \| 4.º \| Marco Haller \| Bahrain Victorious \| + 11 s \| \| \| 5.º \| Georg Zimmermann \| Intermarché-Wanty-Gobert Matériaux \| + 13 s \| \| \| 6.º \| Joshua Huppertz \| Team Lotto-Kern Haus \| + 13 s \| \| \| 7.º \| Nils Politt \| Bora-Hansgrohe \| + 14 s \| \| \| 8.º \| Jannik Steimle \| Deceuninck-Quick Step \| + 16 s \| \| \| 9.º \| Yves Lampaert \| Deceuninck-Quick Step \| + 16 s \| \| \| 10.º \| Luca Mozzato \| B&B Hotels p/b KTM \| + 16 s \| \| |                    |                                    |                 |
| |                    |                                    |                 |
| Fuente: ProCyclingStats |                    |                                    |                 |
| Clasificación general |                    |                                    |                 |
| Ciclista | Ciclista           | Equipo                             | Tiempo          |
| 1.º | Pascal Ackermann   | Bora-Hansgrohe                     | 8 h 30 min 59 s |
| 2.º | Phil Bauhaus       | Bahrain Victorious                 | + 2 s           |
| 3.º | Alexander Kristoff | UAE Team Emirates                  | + 4 s           |
| 4.º | Marco Haller       | Bahrain Victorious                 | + 11 s          |
| 5.º | Georg Zimmermann   | Intermarché-Wanty-Gobert Matériaux | + 13 s          |
| 6.º | Joshua Huppertz    | Team Lotto-Kern Haus               | + 13 s          |
| 7.º | Nils Politt        | Bora-Hansgrohe                     | + 14 s          |
| 8.º | Jannik Steimle     | Deceuninck-Quick Step              | + 16 s          |
| 9.º | Yves Lampaert      | Deceuninck-Quick Step              | + 16 s          |
| 10.º | Luca Mozzato       | B&B Hotels p/b KTM                 | + 16 s          |

### 3.ª etapa
| Ilmenau - Erlangen | etapa escarpada | (193,9 km) |

| \| Clasificación de la etapa \| Clasificación de la etapa \| Clasificación de la etapa \| Clasificación de la etapa \| Clasificación de la etapa \| \| Ciclista \| Ciclista \| Equipo \| Tiempo \| \| \| ------------------------- \| ------------------------- \| ------------------------- \| ------------------------- \| ------------------------- \| \| 1.º \| Nils Politt \| Bora-Hansgrohe \| 4 h 25 min 15 s \| \| \| 2.º \| Dylan Teuns \| Bahrain Victorious \| + 11 s \| \| \| 3.º \| André Greipel \| Israel Start-Up Nation \| + 12 s \| \| \| 4.º \| Pascal Ackermann \| Bora-Hansgrohe \| + 12 s \| \| \| 5.º \| John Degenkolb \| Alemania \| + 12 s \| \| \| 6.º \| Mark Cavendish \| Deceuninck-Quick Step \| + 12 s \| \| \| 7.º \| Marius Mayrhofer \| Team DSM \| + 12 s \| \| \| 8.º \| Alexander Kristoff \| UAE Team Emirates \| + 12 s \| \| \| 9.º \| Sebastián Mora \| Movistar Team \| + 12 s \| \| \| 10.º \| Johannes Hodapp \| Team SKS Sauerland NRW \| + 12 s \| \| |                    |                        |                 |
| |                    |                        |                 |
| Fuente: ProCyclingStats |                    |                        |                 |
| Clasificación de la etapa |                    |                        |                 |
| Ciclista | Ciclista           | Equipo                 | Tiempo          |
| 1.º | Nils Politt        | Bora-Hansgrohe         | 4 h 25 min 15 s |
| 2.º | Dylan Teuns        | Bahrain Victorious     | + 11 s          |
| 3.º | André Greipel      | Israel Start-Up Nation | + 12 s          |
| 4.º | Pascal Ackermann   | Bora-Hansgrohe         | + 12 s          |
| 5.º | John Degenkolb     | Alemania               | + 12 s          |
| 6.º | Mark Cavendish     | Deceuninck-Quick Step  | + 12 s          |
| 7.º | Marius Mayrhofer   | Team DSM               | + 12 s          |
| 8.º | Alexander Kristoff | UAE Team Emirates      | + 12 s          |
| 9.º | Sebastián Mora     | Movistar Team          | + 12 s          |
| 10.º | Johannes Hodapp    | Team SKS Sauerland NRW | + 12 s          |

| \| Clasificación general \| Clasificación general \| Clasificación general \| Clasificación general \| Clasificación general \| \| Ciclista \| Ciclista \| Equipo \| Tiempo \| \| \| --------------------- \| --------------------- \| ---------------------------------- \| --------------------- \| --------------------- \| \| 1.º \| Nils Politt \| Bora-Hansgrohe \| 12 h 56 min 18 s \| \| \| 2.º \| Pascal Ackermann \| Bora-Hansgrohe \| + 8 s \| \| \| 3.º \| Phil Bauhaus \| Bahrain Victorious \| + 10 s \| \| \| 4.º \| Alexander Kristoff \| UAE Team Emirates \| + 12 s \| \| \| 5.º \| Dylan Teuns \| Bahrain Victorious \| + 17 s \| \| \| 6.º \| Marco Haller \| Bahrain Victorious \| + 19 s \| \| \| 7.º \| Georg Zimmermann \| Intermarché-Wanty-Gobert Matériaux \| + 19 s \| \| \| 8.º \| Marcel Meisen \| Alpecin-Fenix \| + 21 s \| \| \| 9.º \| Joshua Huppertz \| Team Lotto-Kern Haus \| + 21 s \| \| \| 10.º \| Marco Canola \| Gazprom-RusVelo \| + 23 s \| \| |                    |                                    |                  |
| |                    |                                    |                  |
| Fuente: ProCyclingStats |                    |                                    |                  |
| Clasificación general |                    |                                    |                  |
| Ciclista | Ciclista           | Equipo                             | Tiempo           |
| 1.º | Nils Politt        | Bora-Hansgrohe                     | 12 h 56 min 18 s |
| 2.º | Pascal Ackermann   | Bora-Hansgrohe                     | + 8 s            |
| 3.º | Phil Bauhaus       | Bahrain Victorious                 | + 10 s           |
| 4.º | Alexander Kristoff | UAE Team Emirates                  | + 12 s           |
| 5.º | Dylan Teuns        | Bahrain Victorious                 | + 17 s           |
| 6.º | Marco Haller       | Bahrain Victorious                 | + 19 s           |
| 7.º | Georg Zimmermann   | Intermarché-Wanty-Gobert Matériaux | + 19 s           |
| 8.º | Marcel Meisen      | Alpecin-Fenix                      | + 21 s           |
| 9.º | Joshua Huppertz    | Team Lotto-Kern Haus               | + 21 s           |
| 10.º | Marco Canola       | Gazprom-RusVelo                    | + 23 s           |

### 4.ª etapa
| Erlangen - Núremberg | etapa de media montaña | (154,4 km) |

| \| Clasificación de la etapa \| Clasificación de la etapa \| Clasificación de la etapa \| Clasificación de la etapa \| Clasificación de la etapa \| \| Ciclista \| Ciclista \| Equipo \| Tiempo \| \| \| ------------------------- \| ------------------------- \| ---------------------------------- \| ------------------------- \| ------------------------- \| \| 1.º \| Alexander Kristoff \| UAE Team Emirates \| 3 h 33 min 25 s \| \| \| 2.º \| Pascal Ackermann \| Bora-Hansgrohe \| + 0 s \| \| \| 3.º \| Luca Mozzato \| B&B Hotels p/b KTM \| + 0 s \| \| \| 4.º \| Rasmus Tiller \| Uno-X Pro Cycling Team \| + 0 s \| \| \| 5.º \| Francisco Galván \| Equipo Kern Pharma \| + 0 s \| \| \| 6.º \| Marco Haller \| Bahrain Victorious \| + 0 s \| \| \| 7.º \| Jannik Steimle \| Deceuninck-Quick Step \| + 0 s \| \| \| 8.º \| Valentin Retailleau \| AG2R Citroën Team \| + 0 s \| \| \| 9.º \| John Degenkolb \| Lotto-Soudal \| + 0 s \| \| \| 10.º \| Jonas Koch \| Intermarché-Wanty-Gobert Matériaux \| + 0 s \| \| |                     |                                    |                 |
| |                     |                                    |                 |
| Fuente: ProCyclingStats |                     |                                    |                 |
| Clasificación de la etapa |                     |                                    |                 |
| Ciclista | Ciclista            | Equipo                             | Tiempo          |
| 1.º | Alexander Kristoff  | UAE Team Emirates                  | 3 h 33 min 25 s |
| 2.º | Pascal Ackermann    | Bora-Hansgrohe                     | + 0 s           |
| 3.º | Luca Mozzato        | B&B Hotels p/b KTM                 | + 0 s           |
| 4.º | Rasmus Tiller       | Uno-X Pro Cycling Team             | + 0 s           |
| 5.º | Francisco Galván    | Equipo Kern Pharma                 | + 0 s           |
| 6.º | Marco Haller        | Bahrain Victorious                 | + 0 s           |
| 7.º | Jannik Steimle      | Deceuninck-Quick Step              | + 0 s           |
| 8.º | Valentin Retailleau | AG2R Citroën Team                  | + 0 s           |
| 9.º | John Degenkolb      | Lotto-Soudal                       | + 0 s           |
| 10.º | Jonas Koch          | Intermarché-Wanty-Gobert Matériaux | + 0 s           |

## Clasificaciones finales
- Las clasificaciones finalizaron de la siguiente forma:[4]

### Clasificación general
| \| Clasificación general \| Clasificación general \| Clasificación general \| Clasificación general \| Clasificación general \| \| Ciclista \| Ciclista \| Equipo \| Tiempo \| \| \| --------------------- \| --------------------- \| ---------------------------------- \| --------------------- \| --------------------- \| \| 1.º \| Nils Politt \| Bora-Hansgrohe \| 16 h 29 min 41 s \| \| \| 2.º \| Pascal Ackermann \| Bora-Hansgrohe \| + 4 s \| \| \| 3.º \| Alexander Kristoff \| UAE Team Emirates \| + 4 s \| \| \| 4.º \| Dylan Teuns \| Bahrain Victorious \| + 19 s \| \| \| 5.º \| Georg Zimmermann \| Intermarché-Wanty-Gobert Matériaux \| + 19 s \| \| \| 6.º \| Marco Haller \| Bahrain Victorious \| + 21 s \| \| \| 7.º \| Luca Mozzato \| B&B Hotels p/b KTM \| + 22 s \| \| \| 8.º \| Marco Canola \| Gazprom-RusVelo \| + 22 s \| \| \| 9.º \| Marcel Meisen \| Alpecin-Fenix \| + 24 s \| \| \| 10.º \| Jonas Koch \| Intermarché-Wanty-Gobert Matériaux \| + 26 s \| \| |                    |                                    |                  |
| |                    |                                    |                  |
| Fuente: ProCyclingStats |                    |                                    |                  |
| Clasificación general |                    |                                    |                  |
| Ciclista | Ciclista           | Equipo                             | Tiempo           |
| 1.º | Nils Politt        | Bora-Hansgrohe                     | 16 h 29 min 41 s |
| 2.º | Pascal Ackermann   | Bora-Hansgrohe                     | + 4 s            |
| 3.º | Alexander Kristoff | UAE Team Emirates                  | + 4 s            |
| 4.º | Dylan Teuns        | Bahrain Victorious                 | + 19 s           |
| 5.º | Georg Zimmermann   | Intermarché-Wanty-Gobert Matériaux | + 19 s           |
| 6.º | Marco Haller       | Bahrain Victorious                 | + 21 s           |
| 7.º | Luca Mozzato       | B&B Hotels p/b KTM                 | + 22 s           |
| 8.º | Marco Canola       | Gazprom-RusVelo                    | + 22 s           |
| 9.º | Marcel Meisen      | Alpecin-Fenix                      | + 24 s           |
| 10.º | Jonas Koch         | Intermarché-Wanty-Gobert Matériaux | + 26 s           |

### Clasificación de la montaña
| Clasificación de la montaña | Clasificación de la montaña | Clasificación de la montaña | Clasificación de la montaña | Clasificación de la montaña |
| Ciclista                    | Ciclista                    | Equipo                      | Puntos                      |                             |
| --------------------------- | --------------------------- | --------------------------- | --------------------------- | --------------------------- |
| 1.º                         | Louis Vervaeke              | Alpecin-Fenix               | 10 pts                      |                             |
| 2.º                         | Dario Cataldo               | Movistar Team               | 10 pts                      |                             |
| 3.º                         | Justin Wolf                 | Bike Aid                    | 8 pts                       |                             |
| 4.º                         | Rémi Cavagna                | Deceuninck-Quick Step       | 5 pts                       |                             |
| 5.º                         | Kyle Murphy                 | Rally Cycling               | 5 pts                       |                             |
| 6.º                         | Dylan Teuns                 | Bahrain Victorious          | 4 pts                       |                             |
| 7.º                         | Jannis Peter                | Rad-net Rose Team           | 4 pts                       |                             |
| 8.º                         | Julian Lino                 | Bike Aid                    | 3 pts                       |                             |
| 9.º                         | Robert Jägeler              | P&S Metalltechnik           | 3 pts                       |                             |
| 10.º                        | Jannik Steimle              | Deceuninck-Quick Step       | 3 pts                       |                             |

### Clasificación por puntos
| Clasificación por puntos | Clasificación por puntos | Clasificación por puntos | Clasificación por puntos | Clasificación por puntos |
| Ciclista                 | Ciclista                 | Equipo                   | Puntos                   |                          |
| ------------------------ | ------------------------ | ------------------------ | ------------------------ | ------------------------ |
| 1.º                      | Pascal Ackermann         | Bora-Hansgrohe           | 46 pts                   |                          |
| 2.º                      | Alexander Kristoff       | UAE Team Emirates        | 33 pts                   |                          |
| 3.º                      | Jannik Steimle           | Deceuninck-Quick Step    | 17 pts                   |                          |
| 4.º                      | Nils Politt              | Bora-Hansgrohe           | 15 pts                   |                          |
| 5.º                      | Dylan Teuns              | Bahrain Victorious       | 15 pts                   |                          |
| 6.º                      | Luca Mozzato             | B&B Hotels p/b KTM       | 15 pts                   |                          |
| 7.º                      | Marco Haller             | Bahrain Victorious       | 14 pts                   |                          |
| 8.º                      | Rasmus Tiller            | Uno-X Pro Cycling Team   | 12 pts                   |                          |
| 9.º                      | Matteo Jorgenson         | Movistar Team            | 8 pts                    |                          |
| 10.º                     | John Degenkolb           | Lotto-Soudal             | 8 pts                    |                          |

### Clasificación de los jóvenes
| Clasificación del mejor joven | Clasificación del mejor joven | Clasificación del mejor joven      | Clasificación del mejor joven | Clasificación del mejor joven |
| Ciclista                      | Ciclista                      | Equipo                             | Tiempo                        |                               |
| ----------------------------- | ----------------------------- | ---------------------------------- | ----------------------------- | ----------------------------- |
| 1.º                           | Georg Zimmermann              | Intermarché-Wanty-Gobert Matériaux | 16 h 30 min 00 s              |                               |
| 2.º                           | Luca Mozzato                  | B&B Hotels p/b KTM                 | + 3 s                         |                               |
| 3.º                           | Jannik Steimle                | Deceuninck-Quick Step              | + 7 s                         |                               |
| 4.º                           | Rasmus Tiller                 | Uno-X Pro Cycling Team             | + 7 s                         |                               |
| 5.º                           | Tom Lindner                   | P&S Metalltechnik                  | + 7 s                         |                               |
| 6.º                           | Juri Hollmann                 | Movistar Team                      | + 7 s                         |                               |
| 7.º                           | Jonas Rutsch                  | EF Education-Nippo                 | + 7 s                         |                               |
| 8.º                           | Fabio Van den Bossche         | Sport Vlaanderen-Baloise           | + 7 s                         |                               |
| 9.º                           | João Almeida                  | Deceuninck-Quick Step              | + 7 s                         |                               |
| 10.º                          | Roger Adrià                   | Equipo Kern Pharma                 | + 7 s                         |                               |

### Clasificación por equipos
| Clasificación por equipos | Clasificación por equipos | Clasificación por equipos | Clasificación por equipos |
| Equipo                    | Equipo                    | Tiempo                    |                           |
| ------------------------- | ------------------------- | ------------------------- | ------------------------- |
| 1.º                       | Bahrain Victorious        | 49 h 30 min 18 s          |                           |
| 2.º                       | UAE Team Emirates         | + 1 s                     |                           |
| 3.º                       | Deceuninck-Quick Step     | + 10 s                    |                           |
| 4.º                       | Alpecin-Fenix             | + 42 s                    |                           |
| 5.º                       | Bora-Hansgrohe            | + 4 min 30 s              |                           |

## Evolución de las clasificaciones
| Etapa                   | Vencedor                | Clasificación general | Clasificación de la montaña | Clasificación por puntos | Clasificación de los jóvenes | Clasificación por equipos |
| ----------------------- | ----------------------- | --------------------- | --------------------------- | ------------------------ | ---------------------------- | ------------------------- |
| 1.ª                     | Pascal Ackermann        | Pascal Ackermann      | Robert Jägeler              | Pascal Ackermann         | Jon Knolle                   | Deceuninck-Quick Step     |
| 2.ª                     | Alexander Kristoff      | Pascal Ackermann      | Kyle Murphy                 | Pascal Ackermann         | Georg Zimmermann             | UAE Emirates              |
| 3.ª                     | Nils Politt             | Nils Politt           | Louis Vervaeke              | Pascal Ackermann         | Georg Zimmermann             | Bahrain Victorious        |
| 4.ª                     | Alexander Kristoff      | Nils Politt           | Louis Vervaeke              | Pascal Ackermann         | Georg Zimmermann             | Bahrain Victorious        |
| Clasificaciones finales | Clasificaciones finales | Nils Politt           | Louis Vervaeke              | Pascal Ackermann         | Georg Zimmermann             | Bahrain Victorious        |

## Ciclistas participantes y posiciones finales
Convenciones:
- AB-N: Abandono en la etapa N
- FLT-N: Retiro por llegada fuera del límite de tiempo en la etapa N
- NTS-N: No tomó la salida para la etapa N
- DES-N: Descalificado o expulsado en la etapa N

## UCI World Ranking
La Vuelta a Alemania otorgó puntos para el UCI World Ranking para corredores de los equipos en las categorías UCI WorldTeam, UCI ProTeam y Continental. Las siguientes tablas son el baremo de puntuación y los 10 corredores que obtuvieron más puntos:
| Posición              | 1.º | 2.º | 3.º | 4.º | 5.º | 6.º | 7.º | 8.º | 9.º | 10.º | 11.º | 12.º | 13.º | 14.º | 15.º | 16.º-30.º | 31.º-40.º |
| Clasificación general | 200 | 150 | 125 | 100 | 85  | 70  | 60  | 50  | 40  | 35   | 30   | 25   | 20   | 15   | 10   | 5         | 3         |
| Por etapa             | 20  | 10  | 5   |     |     |     |     |     |     |      |      |      |      |      |      |           |           |
| Líder                 | 5   |     |     |     |     |     |     |     |     |      |      |      |      |      |      |           |           |

| Clasificación |                    |                                    |         |       |       |       |
| Posición      | Ciclista           | Equipo                             | General | Etapa | Líder | Total |
| ------------- | ------------------ | ---------------------------------- | ------- | ----- | ----- | ----- |
| 1.º           | Nils Politt        | Bora-Hansgrohe                     | 200     | 20    | 5     | 225   |
| 2.º           | Pascal Ackermann   | Bora-Hansgrohe                     | 150     | 35    | 10    | 195   |
| 3.º           | Alexander Kristoff | UAE Emirates                       | 125     | 40    | -     | 165   |
| 4.º           | Dylan Teuns        | Bahrain Victorious                 | 100     | 10    | -     | 110   |
| 5.º           | Georg Zimmermann   | Intermarché-Wanty-Gobert Matériaux | 85      | -     | -     | 85    |
| 6.º           | Marco Haller       | Bahrain Victorious                 | 70      | 5     | -     | 75    |
| 7.º           | Luca Mozzato       | B&B Hotels p/b KTM                 | 60      | 5     | -     | 65    |
| 8.º           | Marco Canola       | Gazprom-RusVelo                    | 50      | -     | -     | 50    |
| 9.º           | Marcel Meisen      | Alpecin-Fenix                      | 40      | -     | -     | 40    |
| 10.º          | Jonas Koch         | Intermarché-Wanty-Gobert Matériaux | 35      | -     | -     | 35    |